# سیارک ۱۳۰۲۷
سیارک ۱۳۰۲۷ (به انگلیسی: 13027 Geeraerts، نامگذاری:1989GJ4) سیزده هزار و بیست و هفتمین سیارک کشف شده‌است که در ۳ آوریل ۱۹۸۹ کشف شد.
قدر مطلق سیارک برابر ۲۳.۴ است.